# Agrippine de Slavonie
Agrippine de Slavonie (v.1248 – 1305/1309), fille de Rostislav IV de Kiev et de Anne de Hongrie (es), par son mariage avec Lech II le Noir, duchesse de Pologne.

## Source de la traduction
- (en) Cet article est partiellement ou en totalité issu de l’article de Wikipédia en anglais intitulé « Gryfina of Halych » (voir la liste des auteurs).